# Ghiacciaio Meserve
Il ghiacciaio Meserve è un ghiacciaio lungo circa 9 km situato nella regione centro-occidentale della Dipendenza di Ross, in Antartide. Il ghiacciaio, il cui punto più alto si trova a circa 1600 m s.l.m., si trova in particolare nella zona orientale della dorsale Asgard, tra il ghiacciaio Hart, a est, e il ghiacciaio Bartley, a ovest, dove fluisce verso nord-ovest partendo da un nevaio a nord del cono Twickler e scorrendo lungo il versante sud-orientale della valle di Wright, senza però arrivare sul fondo della valle ma alimentando, durante il suo scioglimento estivo, il fiume Onyx, situato sul fondo di questa.

## Storia
Il ghiacciaio Meserve è stato mappato dalla squadra occidentale della spedizione Terra Nova, condotta dal 1910 al 1913 e comandata dal capitano Robert Falcon Scott, ma è stato così battezzato solo in seguito dal geologo statunitense Robert Nichols in onore di William Meserve, che fu uno dei suoi assistenti nelle ricerche svolte nella zona, avendo base presso punta Marble, nella stagione 1959-60.